# Elseid Hysaj
Elseid Gëzim Hysaj (Scutari, 2 febbraio 1994) è un calciatore albanese, difensore della Lazio e della nazionale albanese.

## Caratteristiche tecniche
Hysaj è un terzino destro che all'occorrenza può giocare anche sulla fascia opposta ed abile ad usare entrambi i piedi. Bravo nel muovere velocemente la palla, è bravo in entrambe le fasi di gioco. Dispone anche di buona forza fisica di cui si avvale per difendere la palla quando è sotto pressione.

## Carriera

### Club

#### Dall’inizio della sua carriera
Nel 2004 Gëzim Hysaj, padre del giocatore, da poco arrivato in Italia, inizia a lavorare come muratore nella casa di Marco Piccioli, procuratore sportivo. Gëzim propone a Piccioli l'ingaggio di suo figlio Elseid, che viveva ancora in Albania con la famiglia. Elseid aveva solo 10 anni ed era troppo giovane per un provino: per questo Piccioli disse al padre Gëzim che si sarebbero risentiti quattro anni dopo, ovvero quando Elseid avrebbe compiuto quattordici anni. Il 20 febbraio 2008 Piccioli, chiamato dal padre del calciatore, come da accordo gli concede questa possibilità. Il ragazzo impressiona positivamente soprattutto gli osservatori della Fiorentina, che, tuttavia, per motivi burocratici non riescono a tesserare il giovane. Alla fine è l'Empoli ad assicurarselo, inserendolo nel proprio settore giovanile, versando nelle casse del Vllaznia 50.000 euro. Hysaj in Albania ha iniziato a giocare a calcio nel KF Shkodra, club della sua città natale, Scutari.
Il 20 ottobre 2012 esordisce in Serie B. Alla sua prima esperienze tra i professionisti guadagna il posto da titolare e colleziona 35 partite tra campionato e Coppa Italia nella sua prima stagione con l'Empoli. L'anno successivo viene confermato titolare nella formazione della squadra e realizza la sua prima rete tra i professionisti nella sconfitta per 2-1 contro il Lanciano. Contribuisce alla promozione in massima serie dei toscani. Il 31 agosto 2014 debutta in Serie A con la maglia dell'Empoli, nella partita persa per 2-0 allo stadio Friuli contro l'Udinese.

#### Napoli
Il 3 agosto 2015 viene acquistato a titolo definitivo dal Napoli per 5 milioni di euro. Esordisce con i campani a Reggio Emilia il 23 agosto 2015 nel primo match della stagione 2015-2016, perso per 2-1 contro il Sassuolo, giocando da terzino sinistro. In Europa League colleziona la prima presenza in carriera nella gara tra Napoli-Club Bruges (5-0), giocando da terzino destro. Il 13 settembre 2016 fa il suo esordio in UEFA Champions League, nella partita tra Dinamo Kiev-Napoli (1-2).

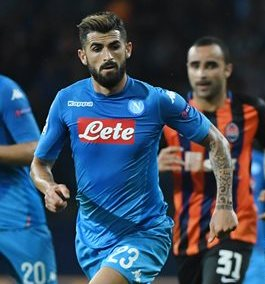
Hysaj in azione con la maglia del Napoli nel 2017

Dopo essere stato titolare inamovibile sotto la gestione di Maurizio Sarri (che lo aveva allenato già ad Empoli), con l'arrivo di Carlo Ancelotti le cose cambiano in negativo per lui, che trova meno spazio, oltre ad avere un rapporto travagliato con l'ex allenatore del Milan. Con l'esonero di Ancelotti e l'arrivo di Gennaro Gattuso, Hysaj, pur non divenendo titolare fisso, torna a giocare con continuità e con i compagni vince la Coppa d'Italia 2019-2020 battendo ai tiri di rigore la Juventus; si tratta anche del primo trofeo vinto in carriera dal giocatore albanese.
Il 15 luglio 2020, in occasione di Napoli-Bologna, indossa la fascia da capitano dal primo minuto in campo, dopo averla indossata precedentemente ma non dall'inizio della partita, contro la SPAL. La partita terminerà in pareggio, con il risultato di 1-1. Il 25 luglio realizza la sua prima rete con il Napoli, nel successo per 2-0 contro il Sassuolo.
Nella stagione 2020-2021 soffre la concorrenza di Giovanni Di Lorenzo. Conta 28 presenze stagionali e viene impiegato come terzino sinistro in alcune occasioni.

#### Lazio
Rimasto svincolato dal Napoli al termine del proprio contratto, dal luglio 2021 si allena con la Lazio, club in cui ritrova Maurizio Sarri come suo allenatore. Il 19 agosto 2021 il suo trasferimento ai biancocelesti viene finalizzato. Nove giorni dopo realizza la sua prima rete con i biancocelesti, nel successo per 6-1 contro lo Spezia. Nel corso della stagione viene utilizzato su entrambe le corsie di difesa.

### Nazionale
Il 14 agosto 2013 debutta con la nazionale albanese Under-21 a Valona contro l'Austria Under-21, partita valida per le qualificazioni agli Europei Under-21 del 2015, terminata sullo 0-1 per gli austriaci.
Debutta con la nazionale maggiore il 6 febbraio 2013, a 19 anni appena compiuti, nell'amichevole persa per 2-1 in trasferta contro la Georgia, subentrando in campo al minuto 61 ad Emiljano Vila. Scende in campo con la nazionale per la seconda volta il 22 marzo 2013 nella partita valida per le qualificazioni ai Mondiali del 2014; contro la Norvegia, partita vinta per 1-0 in trasferta dall'Albania.
Il 4 giugno 2014 gioca nell'amichevole contro l'Ungheria da titolare tutta la partita, terminata poi 1-0 per gli ungheresi.
Il 29 maggio 2016 nella partita amichevole contro il Qatar, vinta per 3-1, indossa per la prima volta la fascia da capitano diventando il più giovane capitano di sempre nella storia della sua nazionale.
Viene convocato per gli Europei 2016 in Francia.
Il 10 settembre 2019 realizza il suo primo gol in nazionale contro l'Islanda.

## Statistiche

### Presenze e reti nei club
Statistiche aggiornate al 25 maggio 2025.
| Stagione        | Squadra         | Campionato      | Campionato | Campionato | Coppe nazionali | Coppe nazionali | Coppe nazionali | Coppe continentali | Coppe continentali | Coppe continentali | Altre coppe | Altre coppe | Altre coppe | Totale | Totale |
| Stagione        | Squadra         | Comp            | Pres       | Reti       | Comp            | Pres            | Reti            | Comp               | Pres               | Reti               | Comp        | Pres        | Reti        | Pres   | Reti   |
| --------------- | --------------- | --------------- | ---------- | ---------- | --------------- | --------------- | --------------- | ------------------ | ------------------ | ------------------ | ----------- | ----------- | ----------- | ------ | ------ |
| 2011-2012       | Empoli          | B               | 0          | 0          | CI              | 1               | 0               | -                  | -                  | -                  | -           | -           | -           | 1      | 0      |
| 2012-2013       | Empoli          | B               | 30+4       | 0          | CI              | 1               | 0               | -                  | -                  | -                  | -           | -           | -           | 35     | 0      |
| 2013-2014       | Empoli          | B               | 32         | 1          | CI              | 2               | 0               | -                  | -                  | -                  | -           | -           | -           | 34     | 1      |
| 2014-2015       | Empoli          | A               | 36         | 0          | CI              | 3               | 0               | -                  | -                  | -                  | -           | -           | -           | 39     | 0      |
| Totale Empoli   | Totale Empoli   | Totale Empoli   | 98+4       | 1          |                 | 7               | 0               |                    | -                  | -                  |             | -           | -           | 109    | 1      |
| 2015-2016       | Napoli          | A               | 37         | 0          | CI              | 1               | 0               | UEL                | 5                  | 0                  | -           | -           | -           | 43     | 0      |
| 2016-2017       | Napoli          | A               | 35         | 0          | CI              | 3               | 0               | UCL                | 7                  | 0                  | -           | -           | -           | 45     | 0      |
| 2017-2018       | Napoli          | A               | 35         | 0          | CI              | 2               | 0               | UCL+UEL            | 8+2                | 0                  | -           | -           | -           | 47     | 0      |
| 2018-2019       | Napoli          | A               | 27         | 0          | CI              | 1               | 0               | UCL+UEL            | 3+4                | 0                  | -           | -           | -           | 35     | 0      |
| 2019-2020       | Napoli          | A               | 20         | 1          | CI              | 4               | 0               | UCL                | 0                  | 0                  | -           | -           | -           | 24     | 1      |
| 2020-2021       | Napoli          | A               | 24         | 0          | CI              | 3               | 0               | UEL                | 2                  | 0                  | SI          | 0           | 0           | 29     | 0      |
| Totale Napoli   | Totale Napoli   | Totale Napoli   | 178        | 1          |                 | 14              | 0               |                    | 31                 | 0                  |             | 0           | 0           | 223    | 1      |
| 2021-2022       | Lazio           | A               | 29         | 1          | CI              | 2               | 0               | UEL                | 7                  | 0                  | -           | -           | -           | 38     | 1      |
| 2022-2023       | Lazio           | A               | 34         | 1          | CI              | 1               | 0               | UEL+UECL           | 6+2                | 0+0                | -           | -           | -           | 43     | 1      |
| 2023-2024       | Lazio           | A               | 22         | 0          | CI              | 3               | 0               | UCL                | 5                  | 0                  | SI          | 1           | 0           | 31     | 0      |
| 2024-2025       | Lazio           | A               | 11         | 0          | CI              | 1               | 0               | UEL                | 2                  | 0                  | -           | -           | -           | 14     | 0      |
| Totale Lazio    | Totale Lazio    | Totale Lazio    | 96         | 2          |                 | 7               | 0               |                    | 22                 | 0                  |             | 1           | 0           | 126    | 2      |
| Totale carriera | Totale carriera | Totale carriera | 376        | 4          |                 | 28              | 0               |                    | 53                 | 0                  |             | 1           | 0           | 458    | 4      |

### Cronologia presenze e reti in nazionale
| Cronologia completa delle presenze e delle reti in nazionale ― Albania | Cronologia completa delle presenze e delle reti in nazionale ― Albania | Cronologia completa delle presenze e delle reti in nazionale ― Albania | Cronologia completa delle presenze e delle reti in nazionale ― Albania | Cronologia completa delle presenze e delle reti in nazionale ― Albania | Cronologia completa delle presenze e delle reti in nazionale ― Albania | Cronologia completa delle presenze e delle reti in nazionale ― Albania | Cronologia completa delle presenze e delle reti in nazionale ― Albania |
| Data                                                                   | Città                                                                  | In casa                                                                | Risultato                                                              | Ospiti                                                                 | Competizione                                                           | Reti                                                                   | Note                                                                   |
| ---------------------------------------------------------------------- | ---------------------------------------------------------------------- | ---------------------------------------------------------------------- | ---------------------------------------------------------------------- | ---------------------------------------------------------------------- | ---------------------------------------------------------------------- | ---------------------------------------------------------------------- | ---------------------------------------------------------------------- |
| 6-2-2013                                                               | Tirana                                                                 | Albania                                                                | 2 – 1                                                                  | Georgia                                                                | Amichevole                                                             | -                                                                      | 61’                                                                    |
| 22-3-2013                                                              | Oslo                                                                   | Norvegia                                                               | 0 – 1                                                                  | Albania                                                                | Qual. Mondiali 2014                                                    | -                                                                      | 79’                                                                    |
| 26-3-2013                                                              | Tirana                                                                 | Albania                                                                | 4 – 1                                                                  | Lituania                                                               | Amichevole                                                             | -                                                                      | 78’                                                                    |
| 7-6-2013                                                               | Tirana                                                                 | Albania                                                                | 1 – 1                                                                  | Norvegia                                                               | Qual. Mondiali 2014                                                    | -                                                                      | 89’                                                                    |
| 15-11-2013                                                             | Antalya                                                                | Albania                                                                | 0 – 0                                                                  | Bielorussia                                                            | Amichevole                                                             | -                                                                      | 81’                                                                    |
| 4-6-2014                                                               | Budapest                                                               | Ungheria                                                               | 1 – 0                                                                  | Albania                                                                | Amichevole                                                             | -                                                                      |                                                                        |
| 8-6-2014                                                               | Serravalle                                                             | San Marino                                                             | 0 – 3                                                                  | Albania                                                                | Amichevole                                                             | -                                                                      | 82’                                                                    |
| 7-9-2014                                                               | Aveiro                                                                 | Portogallo                                                             | 0 – 1                                                                  | Albania                                                                | Qual. Euro 2016                                                        | -                                                                      |                                                                        |
| 11-10-2014                                                             | Elbasan                                                                | Albania                                                                | 1 – 1                                                                  | Danimarca                                                              | Qual. Euro 2016                                                        | -                                                                      |                                                                        |
| 14-10-2014                                                             | Belgrado                                                               | Serbia                                                                 | 0 – 3 tav                                                              | Albania                                                                | Qual. Euro 2016                                                        | -                                                                      |                                                                        |
| 14-11-2014                                                             | Rennes                                                                 | Francia                                                                | 1 – 1                                                                  | Albania                                                                | Amichevole                                                             | -                                                                      |                                                                        |
| 18-11-2014                                                             | Genova                                                                 | Italia                                                                 | 1 – 0                                                                  | Albania                                                                | Amichevole                                                             | -                                                                      | 74’                                                                    |
| 29-3-2015                                                              | Elbasan                                                                | Albania                                                                | 2 – 1                                                                  | Armenia                                                                | Qual. Euro 2016                                                        | -                                                                      |                                                                        |
| 13-6-2015                                                              | Elbasan                                                                | Albania                                                                | 1 – 0                                                                  | Francia                                                                | Amichevole                                                             | -                                                                      |                                                                        |
| 8-10-2015                                                              | Elbasan                                                                | Albania                                                                | 0 – 2                                                                  | Serbia                                                                 | Qual. Euro 2016                                                        | -                                                                      |                                                                        |
| 11-10-2015                                                             | Erevan                                                                 | Armenia                                                                | 0 – 3                                                                  | Albania                                                                | Qual. Euro 2016                                                        | -                                                                      |                                                                        |
| 13-11-2015                                                             | Pristina                                                               | Kosovo                                                                 | 2 – 2                                                                  | Albania                                                                | Amichevole                                                             | -                                                                      | 81’                                                                    |
| 26-3-2016                                                              | Vienna                                                                 | Austria                                                                | 2 – 1                                                                  | Albania                                                                | Amichevole                                                             | -                                                                      |                                                                        |
| 29-5-2016                                                              | Hartberg                                                               | Albania                                                                | 3 – 1                                                                  | Qatar                                                                  | Amichevole                                                             | -                                                                      | cap.                                                                   |
| 3-6-2016                                                               | Bergamo                                                                | Albania                                                                | 1 – 3                                                                  | Ucraina                                                                | Amichevole                                                             | -                                                                      |                                                                        |
| 11-6-2016                                                              | Lens                                                                   | Albania                                                                | 0 – 1                                                                  | Svizzera                                                               | Euro 2016 - 1º turno                                                   | -                                                                      |                                                                        |
| 15-6-2016                                                              | Marsiglia                                                              | Francia                                                                | 2 – 0                                                                  | Albania                                                                | Euro 2016 - 1º turno                                                   | -                                                                      |                                                                        |
| 19-6-2016                                                              | Lione                                                                  | Romania                                                                | 0 – 1                                                                  | Albania                                                                | Euro 2016 - 1º turno                                                   | -                                                                      | 90+4’                                                                  |
| 31-8-2016                                                              | Scutari                                                                | Albania                                                                | 0 – 0                                                                  | Marocco                                                                | Amichevole                                                             | -                                                                      |                                                                        |
| 5-9-2016                                                               | Scutari                                                                | Albania                                                                | 2 – 1                                                                  | Macedonia                                                              | Qual. Mondiali 2018                                                    | -                                                                      |                                                                        |
| 6-10-2016                                                              | Vaduz                                                                  | Liechtenstein                                                          | 0 – 2                                                                  | Albania                                                                | Qual. Mondiali 2018                                                    | -                                                                      |                                                                        |
| 9-10-2016                                                              | Scutari                                                                | Albania                                                                | 0 – 2                                                                  | Spagna                                                                 | Qual. Mondiali 2018                                                    | -                                                                      |                                                                        |
| 12-11-2016                                                             | Elbasan                                                                | Albania                                                                | 0 – 3                                                                  | Israele                                                                | Qual. Mondiali 2018                                                    | -                                                                      | 79’                                                                    |
| 24-3-2017                                                              | Palermo                                                                | Italia                                                                 | 2 – 0                                                                  | Albania                                                                | Qual. Mondiali 2018                                                    | -                                                                      |                                                                        |
| 28-3-2017                                                              | Elbasan                                                                | Albania                                                                | 1 – 2                                                                  | Bosnia ed Erzegovina                                                   | Amichevole                                                             | -                                                                      | cap.                                                                   |
| 4-6-2017                                                               | Lussemburgo                                                            | Lussemburgo                                                            | 2 – 1                                                                  | Albania                                                                | Amichevole                                                             | -                                                                      |                                                                        |
| 11-6-2017                                                              | Haifa                                                                  | Israele                                                                | 0 – 3                                                                  | Albania                                                                | Qual. Mondiali 2018                                                    | -                                                                      |                                                                        |
| 2-9-2017                                                               | Elbasan                                                                | Albania                                                                | 2 – 0                                                                  | Liechtenstein                                                          | Qual. Mondiali 2018                                                    | -                                                                      |                                                                        |
| 5-9-2017                                                               | Strumica                                                               | Macedonia                                                              | 1 – 1                                                                  | Albania                                                                | Qual. Mondiali 2018                                                    | -                                                                      |                                                                        |
| 6-10-2017                                                              | Alicante                                                               | Spagna                                                                 | 3 – 0                                                                  | Albania                                                                | Qual. Mondiali 2018                                                    | -                                                                      | 70’                                                                    |
| 9-10-2017                                                              | Scutari                                                                | Albania                                                                | 0 – 1                                                                  | Italia                                                                 | Qual. Mondiali 2018                                                    | -                                                                      |                                                                        |
| 13-11-2017                                                             | Adalia                                                                 | Turchia                                                                | 2 – 3                                                                  | Albania                                                                | Amichevole                                                             | -                                                                      |                                                                        |
| 26-3-2018                                                              | Elbasan                                                                | Albania                                                                | 0 – 1                                                                  | Norvegia                                                               | Amichevole                                                             | -                                                                      | 65’                                                                    |
| 29-5-2018                                                              | Zurigo                                                                 | Albania                                                                | 0 – 3                                                                  | Kosovo                                                                 | Amichevole                                                             | -                                                                      |                                                                        |
| 3-6-2018                                                               | Évian-les-Bains                                                        | Albania                                                                | 1 – 4                                                                  | Ucraina                                                                | Amichevole                                                             | -                                                                      |                                                                        |
| 7-9-2018                                                               | Elbasan                                                                | Albania                                                                | 1 – 0                                                                  | Israele                                                                | UEFA Nations League 2018-2019 - 1º turno                               | -                                                                      | 81’                                                                    |
| 10-9-2018                                                              | Glasgow                                                                | Scozia                                                                 | 2 – 0                                                                  | Albania                                                                | UEFA Nations League 2018-2019 - 1º turno                               | -                                                                      | cap.                                                                   |
| 10-10-2018                                                             | Elbasan                                                                | Albania                                                                | 0 – 0                                                                  | Giordania                                                              | Amichevole                                                             | -                                                                      | 10’                                                                    |
| 14-10-2018                                                             | Be'er Sheva                                                            | Israele                                                                | 2 – 0                                                                  | Albania                                                                | UEFA Nations League 2018-2019 - 1º turno                               | -                                                                      | 79’                                                                    |
| 20-11-2018                                                             | Elbasan                                                                | Albania                                                                | 1 – 0                                                                  | Galles                                                                 | Amichevole                                                             | -                                                                      |                                                                        |
| 22-3-2019                                                              | Scutari                                                                | Albania                                                                | 0 – 2                                                                  | Turchia                                                                | Qual. Euro 2020                                                        | -                                                                      | cap.                                                                   |
| 25-3-2019                                                              | Andorra la Vella                                                       | Andorra                                                                | 0 – 3                                                                  | Albania                                                                | Qual. Euro 2020                                                        | -                                                                      | cap.                                                                   |
| 8-6-2019                                                               | Reykjavík                                                              | Islanda                                                                | 1 – 0                                                                  | Albania                                                                | Qual. Euro 2020                                                        | -                                                                      | cap.                                                                   |
| 11-6-2019                                                              | Elbasan                                                                | Albania                                                                | 2 – 0                                                                  | Moldavia                                                               | Qual. Euro 2020                                                        | -                                                                      |                                                                        |
| 7-9-2019                                                               | Saint-Denis                                                            | Francia                                                                | 4 – 1                                                                  | Albania                                                                | Qual. Euro 2020                                                        | -                                                                      |                                                                        |
| 10-9-2019                                                              | Elbasan                                                                | Albania                                                                | 4 – 2                                                                  | Islanda                                                                | Qual. Euro 2020                                                        | 1                                                                      | cap. 72’                                                               |
| 14-11-2019                                                             | Elbasan                                                                | Albania                                                                | 2 – 2                                                                  | Andorra                                                                | Qual. Euro 2020                                                        | -                                                                      | 46’                                                                    |
| 17-11-2019                                                             | Tirana                                                                 | Albania                                                                | 0 – 2                                                                  | Francia                                                                | Qual. Euro 2020                                                        | -                                                                      | cap. 20’ 82’                                                           |
| 4-9-2020                                                               | Minsk                                                                  | Bielorussia                                                            | 0 – 2                                                                  | Albania                                                                | UEFA Nations League 2020-2021 - 1º turno                               | -                                                                      | cap.                                                                   |
| 7-9-2020                                                               | Tirana                                                                 | Albania                                                                | 0 – 1                                                                  | Lituania                                                               | UEFA Nations League 2020-2021 - 1º turno                               | -                                                                      | cap. 45+3’, 87’                                                        |
| 11-11-2020                                                             | Elbasan                                                                | Albania                                                                | 2 – 1                                                                  | Kosovo                                                                 | Amichevole                                                             | -                                                                      | 46’                                                                    |
| 15-11-2020                                                             | Tirana                                                                 | Albania                                                                | 3 – 1                                                                  | Kazakistan                                                             | UEFA Nations League 2020-2021 - 1º turno                               | -                                                                      |                                                                        |
| 25-3-2021                                                              | Andorra la Vella                                                       | Andorra                                                                | 0 – 1                                                                  | Albania                                                                | Qual. Mondiali 2022                                                    | -                                                                      |                                                                        |
| 28-3-2021                                                              | Tirana                                                                 | Albania                                                                | 0 – 2                                                                  | Inghilterra                                                            | Qual. Mondiali 2022                                                    | -                                                                      | 79’                                                                    |
| 31-3-2021                                                              | Serravalle                                                             | San Marino                                                             | 0 – 2                                                                  | Albania                                                                | Qual. Mondiali 2022                                                    | -                                                                      | cap.                                                                   |
| 2-9-2021                                                               | Varsavia                                                               | Polonia                                                                | 4 – 1                                                                  | Albania                                                                | Qual. Mondiali 2022                                                    | -                                                                      | 12’                                                                    |
| 8-9-2021                                                               | Tirana                                                                 | Albania                                                                | 5 – 0                                                                  | San Marino                                                             | Qual. Mondiali 2022                                                    | 1                                                                      | cap. 81’                                                               |
| 9-10-2021                                                              | Budapest                                                               | Ungheria                                                               | 0 – 1                                                                  | Albania                                                                | Qual. Mondiali 2022                                                    | -                                                                      |                                                                        |
| 12-10-2021                                                             | Tirana                                                                 | Albania                                                                | 0 – 1                                                                  | Polonia                                                                | Qual. Mondiali 2022                                                    | -                                                                      | 49’                                                                    |
| 12-11-2021                                                             | Londra                                                                 | Inghilterra                                                            | 5 – 0                                                                  | Albania                                                                | Qual. Mondiali 2022                                                    | -                                                                      | cap.                                                                   |
| 15-11-2021                                                             | Tirana                                                                 | Albania                                                                | 1 – 0                                                                  | Andorra                                                                | Qual. Mondiali 2022                                                    | -                                                                      | cap.                                                                   |
| 26-3-2022                                                              | Cornellà de Llobregat                                                  | Spagna                                                                 | 2 – 1                                                                  | Albania                                                                | Amichevole                                                             | -                                                                      |                                                                        |
| 29-3-2022                                                              | Tirana                                                                 | Albania                                                                | 0 – 0                                                                  | Georgia                                                                | Amichevole                                                             | -                                                                      | cap. 71’                                                               |
| 6-6-2022                                                               | Reykjavík                                                              | Islanda                                                                | 1 – 1                                                                  | Albania                                                                | UEFA Nations League 2022-2023 - 1º turno                               | -                                                                      |                                                                        |
| 10-6-2022                                                              | Tirana                                                                 | Albania                                                                | 1 – 2                                                                  | Israele                                                                | UEFA Nations League 2022-2023 - 1º turno                               | -                                                                      |                                                                        |
| 13-6-2022                                                              | Tirana                                                                 | Albania                                                                | 0 – 0                                                                  | Estonia                                                                | Amichevole                                                             | -                                                                      | cap.                                                                   |
| 24-9-2022                                                              | Tel Aviv                                                               | Israele                                                                | 2 – 1                                                                  | Albania                                                                | UEFA Nations League 2022-2023 - 1º turno                               | -                                                                      | cap.                                                                   |
| 27-9-2022                                                              | Tirana                                                                 | Albania                                                                | 1 – 1                                                                  | Islanda                                                                | UEFA Nations League 2022-2023 - 1º turno                               | -                                                                      | 77’                                                                    |
| 16-11-2022                                                             | Tirana                                                                 | Albania                                                                | 1 – 3                                                                  | Italia                                                                 | Amichevole                                                             | -                                                                      |                                                                        |
| 19-11-2022                                                             | Tirana                                                                 | Albania                                                                | 2 – 0                                                                  | Armenia                                                                | Amichevole                                                             | -                                                                      | 65’                                                                    |
| 27-3-2023                                                              | Varsavia                                                               | Polonia                                                                | 1 – 0                                                                  | Albania                                                                | Qual. Euro 2024                                                        | -                                                                      | cap. 45’                                                               |
| 17-6-2023                                                              | Tirana                                                                 | Albania                                                                | 2 – 0                                                                  | Moldavia                                                               | Qual. Euro 2024                                                        | -                                                                      | cap.                                                                   |
| 20-6-2023                                                              | Tirana                                                                 | Fær Øer                                                                | 1 – 3                                                                  | Albania                                                                | Qual. Euro 2024                                                        | -                                                                      | cap.                                                                   |
| 7-9-2023                                                               | Praga                                                                  | Rep. Ceca                                                              | 1 – 1                                                                  | Albania                                                                | Qual. Euro 2024                                                        | -                                                                      |                                                                        |
| 10-9-2023                                                              | Tirana                                                                 | Albania                                                                | 2 – 0                                                                  | Polonia                                                                | Qual. Euro 2024                                                        | -                                                                      |                                                                        |
| 12-10-2023                                                             | Tirana                                                                 | Albania                                                                | 3 – 0                                                                  | Rep. Ceca                                                              | Qual. Euro 2024                                                        | -                                                                      |                                                                        |
| 17-11-2023                                                             | Chișinău                                                               | Moldavia                                                               | 1 – 1                                                                  | Albania                                                                | Qual. Euro 2024                                                        | -                                                                      |                                                                        |
| 22-3-2024                                                              | Parma                                                                  | Albania                                                                | 0 – 3                                                                  | Cile                                                                   | Amichevole                                                             | -                                                                      | 66’                                                                    |
| 25-3-2024                                                              | Solna                                                                  | Svezia                                                                 | 1 – 0                                                                  | Albania                                                                | Amichevole                                                             | -                                                                      | 74’                                                                    |
| 7-6-2024                                                               | Szombathely                                                            | Albania                                                                | 3 – 1                                                                  | Azerbaigian                                                            | Amichevole                                                             | -                                                                      |                                                                        |
| 15-6-2024                                                              | Dortmund                                                               | Italia                                                                 | 2 – 1                                                                  | Albania                                                                | Euro 2024 - 1º turno                                                   | -                                                                      |                                                                        |
| 19-6-2024                                                              | Amburgo                                                                | Croazia                                                                | 2 – 2                                                                  | Albania                                                                | Euro 2024 - 1º turno                                                   | -                                                                      | 77’                                                                    |
| 7-9-2024                                                               | Praga                                                                  | Ucraina                                                                | 1 – 2                                                                  | Albania                                                                | UEFA Nations League 2024-2025 - 1º turno                               | -                                                                      | cap.                                                                   |
| 10-9-2024                                                              | Tirana                                                                 | Albania                                                                | 0 – 1                                                                  | Georgia                                                                | UEFA Nations League 2024-2025 - 1º turno                               | -                                                                      | cap.                                                                   |
| 11-10-2024                                                             | Praga                                                                  | Rep. Ceca                                                              | 2 – 0                                                                  | Albania                                                                | UEFA Nations League 2024-2025 - 1º turno                               | -                                                                      | cap.                                                                   |
| 7-6-2025                                                               | Tirana                                                                 | Albania                                                                | 0 – 0                                                                  | Serbia                                                                 | Qual. Mondiali 2026                                                    | -                                                                      |                                                                        |
| Totale                                                                 |                                                                        | Presenze (2º posto)                                                    | 91                                                                     |                                                                        | Reti                                                                   | 2                                                                      |                                                                        |

| Cronologia completa delle presenze e delle reti in nazionale ― Albania under 21 | Cronologia completa delle presenze e delle reti in nazionale ― Albania under 21 | Cronologia completa delle presenze e delle reti in nazionale ― Albania under 21 | Cronologia completa delle presenze e delle reti in nazionale ― Albania under 21 | Cronologia completa delle presenze e delle reti in nazionale ― Albania under 21 | Cronologia completa delle presenze e delle reti in nazionale ― Albania under 21 | Cronologia completa delle presenze e delle reti in nazionale ― Albania under 21 | Cronologia completa delle presenze e delle reti in nazionale ― Albania under 21 |
| Data                                                                            | Città                                                                           | In casa                                                                         | Risultato                                                                       | Ospiti                                                                          | Competizione                                                                    | Reti                                                                            | Note                                                                            |
| ------------------------------------------------------------------------------- | ------------------------------------------------------------------------------- | ------------------------------------------------------------------------------- | ------------------------------------------------------------------------------- | ------------------------------------------------------------------------------- | ------------------------------------------------------------------------------- | ------------------------------------------------------------------------------- | ------------------------------------------------------------------------------- |
| 14-8-2013                                                                       | Valona                                                                          | Albania under 21                                                                | 0 – 1                                                                           | Austria under 21                                                                | Qual. Europeo Under-21 2015                                                     | -                                                                               |                                                                                 |
| 15-10-2013                                                                      | Elbasan                                                                         | Albania under 21                                                                | 0 – 1                                                                           | Bosnia ed Erzegovina under 21                                                   | Qual. Europeo Under-21 2015                                                     | -                                                                               |                                                                                 |
| 18-11-2013                                                                      | Tirana                                                                          | Albania under 21                                                                | 0 – 2                                                                           | Spagna under 21                                                                 | Qual. Europeo Under-21 2015                                                     | -                                                                               |                                                                                 |
| 5-3-2014                                                                        | Graz                                                                            | Austria under 21                                                                | 1 – 3                                                                           | Albania under 21                                                                | Qual. Europeo Under-21 2015                                                     | -                                                                               | 75’                                                                             |
| Totale                                                                          |                                                                                 | Presenze                                                                        | 4                                                                               |                                                                                 | Reti                                                                            | 0                                                                               |                                                                                 |

## Palmarès

### Club
- Coppa Italia: 1

Napoli: 2019-2020